# Экерзли, Ричард
Ри́чард Джон Э́керзли (англ. Richard Jon Eckersley; род. 12 марта 1989, Солфорд, Англия) — английский футболист, крайний защитник. Его старший брат, Адам Экерзли, также являлся профессиональным футболистом.

## Биография
Экерзли стал игроком команды Академии «Манчестер Юнайтед» в июле 2005 года и вскоре начал выступать за её состав для игроков младше 18 лет. Однако в сезоне 2005/06 он сыграл всего три матча, поскольку вынужден был пропустить почти 8 месяцев из-за тяжёлой травмы. В следующем сезоне Экерзли прочно закрепился в основе, проведя во общей сложности 25 матчей во всех соревнованиях. Он также дебютировал 15 февраля 2007 года за команду резервистов «Юнайтед» в матче против «Болтон Уондерерс», закончившимся безголевой ничьей. 8 мая Экерзли принял участие в финальном матче Большого кубка Манчестера, в котором «Юнайтед» встречался с «Манчестер Сити»; команда проиграла со счётом 1:3.
В сезоне 2007/08 Экерзли сыграл за резерв 23 матча во всех соревнованиях. «Юнайтед» удачно выступил в кубковых турнирах, выиграв Большой кубок Ланкашира и Большой кубок Манчестера, при этом Экерзли сыграл в обоих победных финалах. 12 декабря 2007 года англичанин впервые попал в заявку основного состава «красных дьяволов» на матч Лиги чемпионов против «Ромы».
Экерзли продолжал выступать за резервную команду и в сезоне 2008/09. 24 января 2009 года он дебютировал за основной состав «Манчестер Юнайтед» в матче Кубка Англии против «Тоттенхэм Хотспур», выйдя на поле в качестве замены получившему травму Фабио да Силве. Через три дня, 27 января, Экерзли принял участие и в первом для себя матче Премьер-лиги, заменив на 71-й минуте в игре против «Вест Бромвич Альбион» капитана команды Гари Невилла. Матч закончился победой «Юнайтед» со счётом 5:0.
В июле 2009 года подписал контракт с «Бернли», однако впоследствии сыграл за этот клуб лишь несколько кубковых матчей; несколько раз отдавался в аренду — в клуб Чемпионшипа «Плимут Аргайл», в клубы Второй Футбольной лиги «Брэдфорд Сити» и «Бери» — и наконец в клуб MLS «Торонто», где выступал с апреля 2011 года на правах аренды, а в январе 2012 года перешёл туда на постоянной основе. В составе «Торонто» стал двукратным победителем Первенства Канады.
27 января 2014 года Экерзли был обменян в «Нью-Йорк Ред Буллз» на пик четвёртого раунда Супердрафта MLS 2017. За «Ред Буллз» дебютировал 9 марта 2014 года в матче стартового тура сезона против «Ванкувер Уайткэпс». По окончании сезона 2014 «Нью-Йорк Ред Буллз» не стал продлевать контракт с Экерзли.
18 сентября 2015 года Экерзли присоединился к клубу английской Первой Футбольной лиги «Олдем Атлетик», подписав трёхмесячный контракт. Дебютировал за «Лэтикс» 24 октября 2015 года в матче против «Рочдейла». 18 декабря 2015 года продлил контракт с «Олдем Атлетик» на один месяц, до 18 января 2016 года.

## Достижения
Манчестер Юнайтед
- Обладатель Кубка Лиги: 2009

 Торонто
- Победитель Первенства Канады: 2011, 2012

## Статистика выступлений
| Клуб              | Сезон            | Лига | Лига | Кубки | Кубки | Еврокубки | Еврокубки | Прочие | Прочие | Итого | Итого |
| Клуб              | Сезон            | Игры | Голы | Игры  | Голы  | Игры      | Голы      | Игры   | Голы   | Игры  | Голы  |
| ----------------- | ---------------- | ---- | ---- | ----- | ----- | --------- | --------- | ------ | ------ | ----- | ----- |
| Манчестер Юнайтед | 2007/08          | 0    | 0    | 0     | 0     | 0         | 0         | 0      | 0      | 0     | 0     |
| Манчестер Юнайтед | 2008/09          | 2    | 0    | 2     | 0     | 0         | 0         | 0      | 0      | 4     | 0     |
| Манчестер Юнайтед | Итого            | 2    | 0    | 2     | 0     | 0         | 0         | 0      | 0      | 4     | 0     |
| Бернли            | 2009/10          | 0    | 0    | 2     | 0     | 0         | 0         | 0      | 0      | 2     | 0     |
| Бернли            | Итого            | 0    | 0    | 2     | 0     | 0         | 0         | 0      | 0      | 2     | 0     |
| Всего за карьеру  | Всего за карьеру | 2    | 0    | 4     | 0     | 0         | 0         | 0      | 0      | 6     | 0     |

(откорректировано по состоянию на 24 сентября 2009)